# Edmond Lebœuf
Edmond Lebœuf, född 5 december 1809, död 7 juni 1888, var en fransk militär.
Lebœuf blev officer vid artilleriet 1833, överste och regementschef 1852, brigadgeneral 1854, samt marskalk av Frankrike 1870. Han utmärkte sig under Krimkriget 1854-56 som artilleristabschef vid Sevastopol och i 1859 års fälttåg som chef för artilleriet. Lebœuf var 1864-68 president i artillerikommittén. Åren 1868-69 var han chef för 6:e armékåren och 1869-70 krigsminister. Han nedlade stora förtjänster på infanteriets och artilleriets nybeväpning och förklarade i juli 1870 armén fullt krigsberedd. Vid krigsutbrottet samma år var han generalstabschef vid Rhenarmén och blev 10 augusti chef för 3:e armékåren, med vilken han tillfångatogs vid Metz kapitulation.